# Old High Church

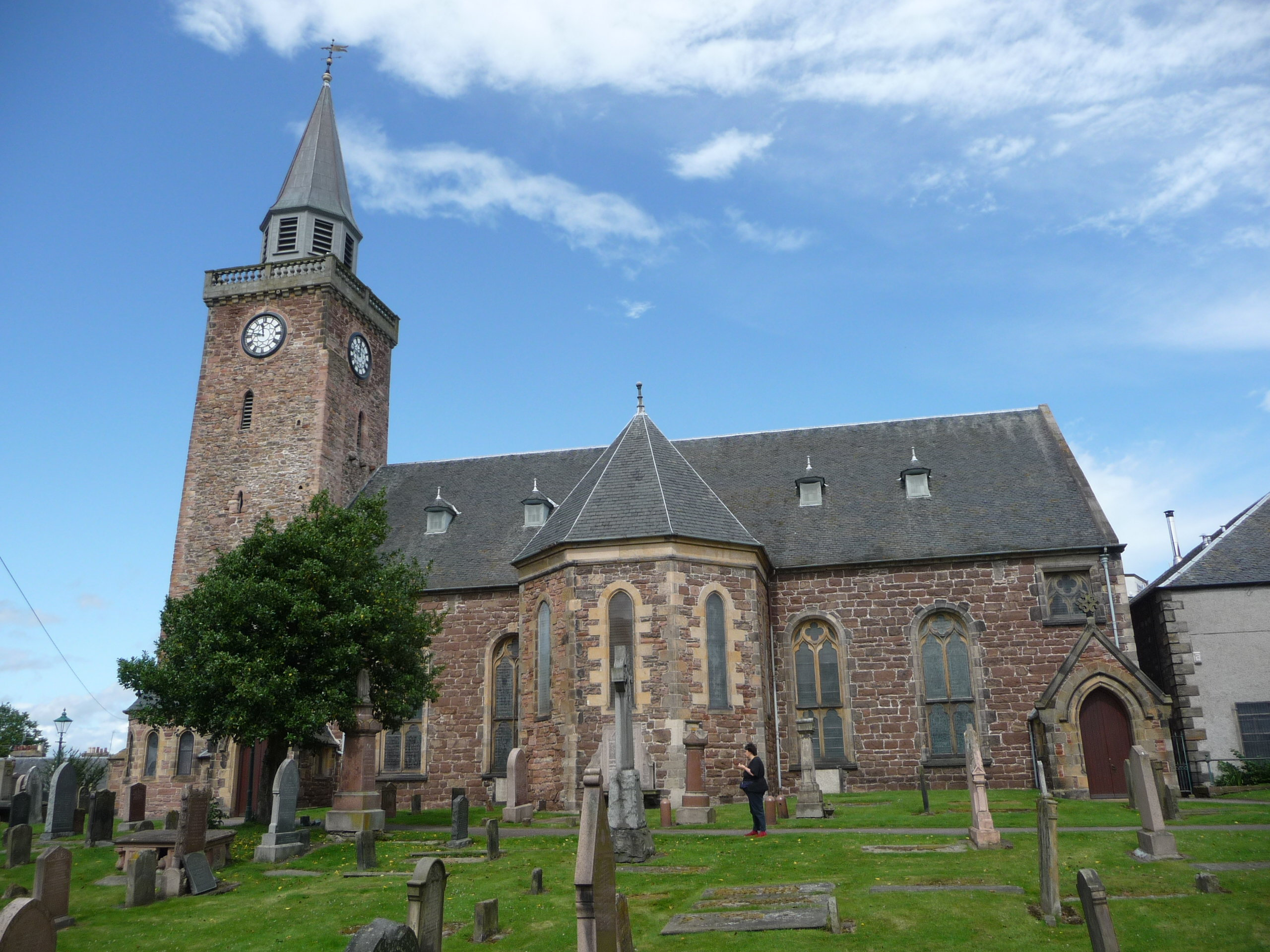
Old High Church

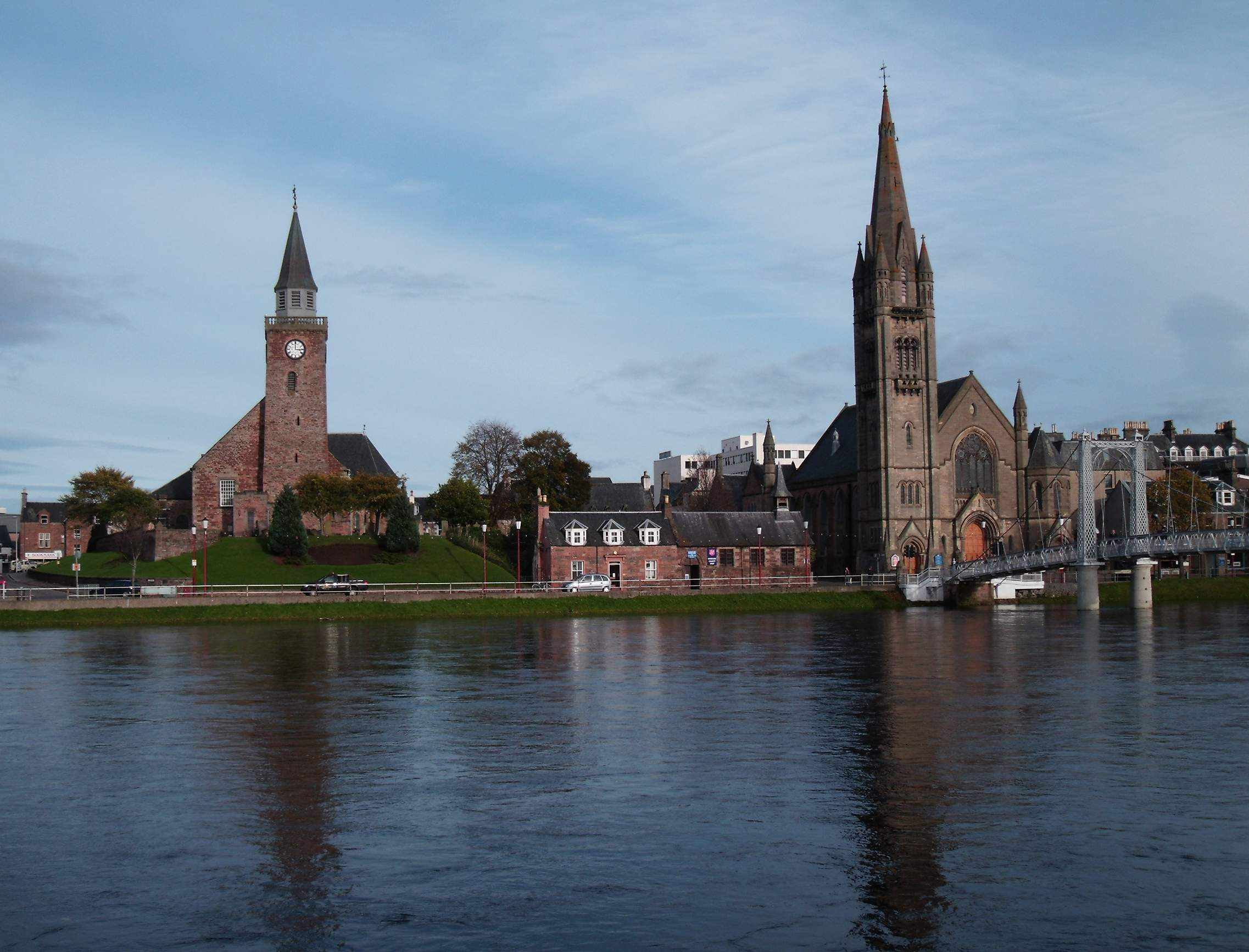
Blick über den Ness auf die Old High Church und die Free North Church

Die Old High Church, auch Old High Kirk, ist ein Kirchengebäude der presbyterianischen Church of Scotland in der schottischen Stadt Inverness in der Council Area Highland. 1971 wurde das Bauwerk in die schottischen Denkmallisten in der höchsten Denkmalkategorie A aufgenommen.

## Geschichte
Columban von Iona missionierte im 6. Jahrhundert in Piktengebieten, vornehmlich den schottischen Highlands. Seine erste Missionsreise im Jahr 565 führte ihn nach Inverness, wo er das Volk König Brudes missioniert haben soll. Vermutlich gewährte der König Columban die Errichtung einer Kapelle. Obschon keine Funde den damaligen Holzbau archäologisch belegen können, wird aus Beschreibungen der Standort, beziehungsweise die direkte Umgebung der heutigen Old High Church angenommen, sodass es sich möglicherweise um den frühesten Kirchenstandort Schottlands handelt. Es existierte dort eine romanische Marienkirche, die 1164 in einer Charta König Wilhelms dem Löwen erstmals belegt ist. Infolge des sich verschlechternden Zustands des Gebäudes, wurde es in den 1370er Jahren teilweise neu erbaut. Der untere Abschnitt des heutigen Glockenturms stammt aus dieser Zeit. Im 15. Jahrhundert wurde ein Kirchenschiff ergänzt.
1742 wurde der Zustand der Marienkirche als ruinös bewertet und der Rat des Burghs um einen Neubau ersucht. Es sollte jedoch bis 1770 dauern, bis ein Darlehen in Höhe von 1000 £ zum Bau der Kirche nach einem Entwurf George Frasers bewilligt wurde. Der Bau der heutigen Old High Church war 1772 abgeschlossen, war jedoch mit 450 £ höheren Kosten verbunden als zuvor veranschlagt. 1891 und 1954 wurden die Kirchenbänke erneuert. Das Dach wurde 1898 neu eingedeckt. 1877 und 1899 wurde zudem der Innenraum überarbeitet. Im Oktober 2003 fusionierte die Kirchengemeinde mit der Nachbargemeinde St Stephen’s zu Old High St Stephen’s.

## Beschreibung
Die Old High Church steht an der Church Street nahe dem rechten Ness-Ufer. Architektonisch basiert der Entwurf auf der ebenfalls von Fraser geplanten Buccleuch Parish Church in Edinburgh, ist jedoch größer dimensioniert. An der asymmetrisch aufgebauten, sieben Achsen weiten Südostfassade tritt eine halboktogonale Sakristei heraus, die 1891 hinzugefügt wurde. Die hohen Fenster des Langhauses sind gepaart in rundbogige Einfassungen eingelassen. An der gegenüberliegenden Fassade sind hingegen auch rechteckige Fenster zu finden. Die kleinen Dachgauben wurden 1899 ergänzt. Der Glockenturm an der Südwestseite weist einen quadratischen Grundriss auf. Der stumpfe Turm schließt mit einer umlaufenden Steinbalustrade. Auf dem Stumpf ruht eine kleine oktogonale Trommel, die in einem spitzen Helm ausläuft.